# Авъл Постумий Алб Региленсис
Вижте пояснителната страница за други личности с името Авъл Постумий Алб Региленсис.
Авъл Постумий Алб Региленсис (на латински: Aulus Postumius Albus Regillensis; * 525 пр.н.е.; † сл. 493 пр.н.е. в Рим) e римски политик през 5 век пр.н.е.

## Биография
Син е на Публий Постумий Туберт.
През 499 пр.н.е. е диктатор и през 496 пр.н.е. побеждава латините в битката при Лаго Реджило. Той обещава на почитаните от латините диоскури Кастор и Полидевк, пазители на конете и конниците, да им издигне храм и култ, ако те са на страната на римляните. След успехът на битката римляните строят обещания храм и го освещават през 484 пр.н.е.
През 496 пр.н.е. Постумий става консул заедно с Тит Вергиний Трикост Целимонтан. Следващата година той е командир на конница против сабините.
Той е баща на Спурий Постумий Алб Региленсис (консул 466 пр.н.е.) и Авъл Постумий Алб Региленсис (консул 464 пр.н.е.).